# Penhascos brancos de Dover

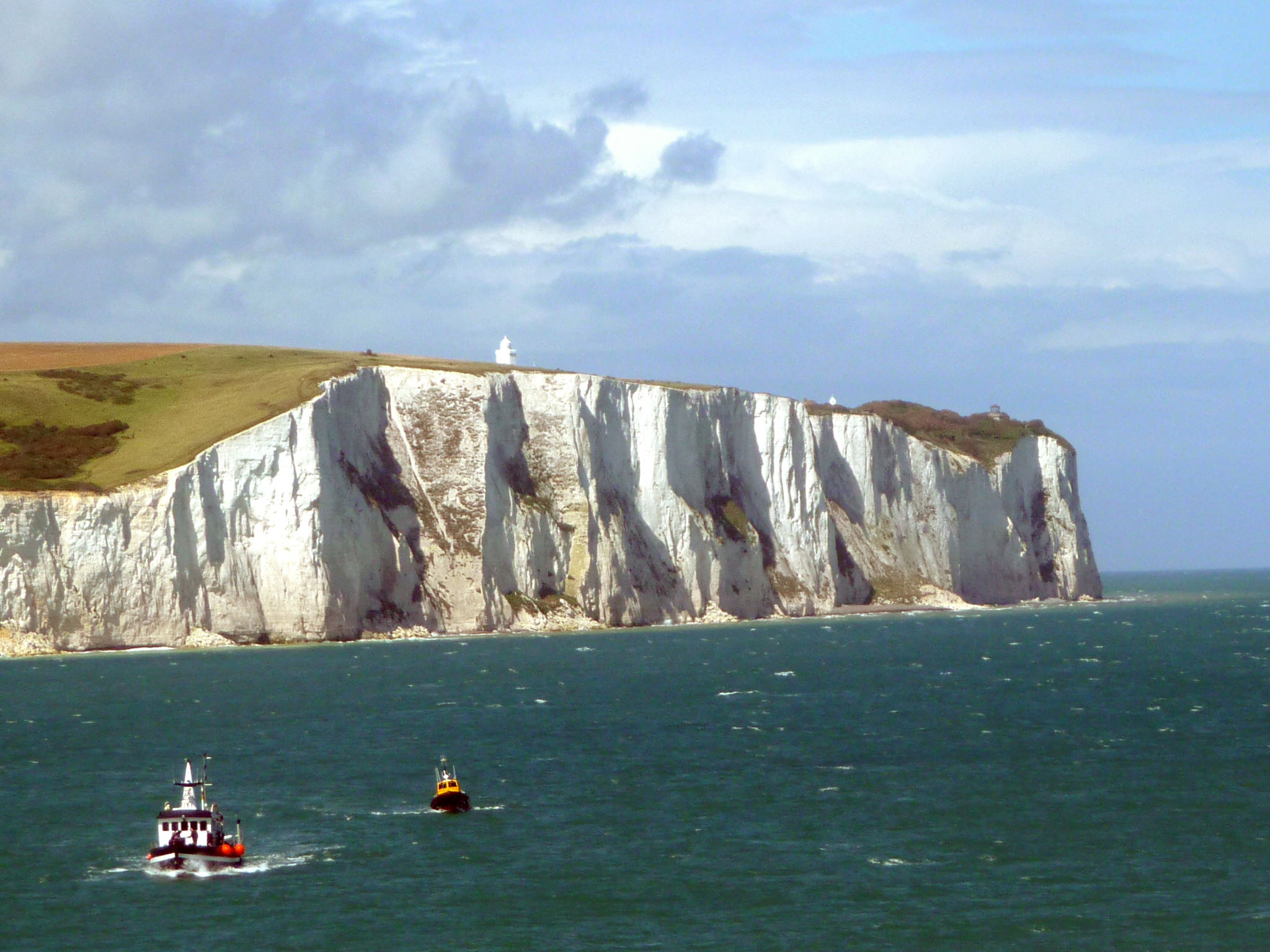
Os penhascos brancos de Dover

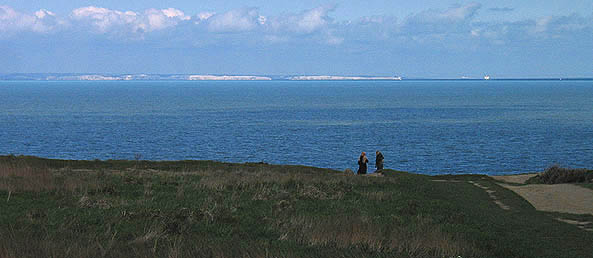
Os penhascos vistos a partir de Cap Gris Nez, France

Os penhascos brancos de Dover, ou, na sua forma portuguesa, de Dôver, são falésias que formam parte da costa inglesa em frente ao Estreito de Dover e a França. As falésias são parte da formação North Downs. A face do penhasco, que atinge até 110 m, deve a sua impressionante fachada a sua composição de giz, acentuada por listras de sílex preto. As falésias se propagam a leste e a oeste da cidade de Dover, no condado de Kent, um antigo e ainda importante porto Inglês.
As falésias têm grande valor simbólico na Grã-Bretanha porque se situam em frente à Europa Continental, através da parte mais estreita do Canal da Mancha, onde invasões têm historicamente ameaçado o país, e contra as quais as falésias formam uma guarda simbólica. Dover foi a principal rota para o continente antes do advento das viagens aéreas, a linha branca de falésias também formou a primeira ou a última visão da Inglaterra para os viajantes.

## Localização
As falésias estão localizadas ao longo da costa da Inglaterra entre as coordenadas 51° 06′ N, 1° 14′ L e 51° 12′ N, 1° 24′ L. Os penhascos brancos estão em uma extremidade do Kent Downs sendo designados como uma Area of Outstanding Natural Beauty.
Durante o verão de 1940, os jornalistas se reuniam no Shakespeare Cliff para assistir os  combates aéreos  entre aviões alemães e britânicos durante a Batalha da Inglaterra.  Em um dia claro, as falésias são facilmente visíveis a partir da costa francesa.
Em 1999, um centro de visitantes do National Trust foi construído na área. O edifício abriga um restaurante, um centro de informações sobre o trabalho do National Trust, e detalhes do local, arqueologia, história e paisagem.